# Dennis Coenen
Dennis Coenen (Genk, provincia de Limburgo, 13 de noviembre de 1991) es un ciclista belga.

## Palmarés
2014
- Tour de Overijssel[1]
- Stadsprijs Geraardsbergen